# Harmonična sredina
Harmónična sredína je v matematiki ena od srednjih vrednosti. Po navadi je primerna v primerih, ko je potrebno najti srednje vrednosti stopenj.
Harmonična sredina H dveh pozitivnih realnih števil a in b je določena kot:
{\displaystyle H(a,b)={\frac {2}{{\frac {1}{a}}+{\frac {1}{b}}}}={\frac {2ab}{a+b}}\!\,.}
Zanjo velja max{a, b} ≥ H(a, b) ≥ min{a, b} z enakostjo natanko tedaj, ko je a = b.
V splošnem je harmonična sredina določena tudi za več števil a1, a2, ... an in sicer kot:
{\displaystyle H(a_{1},a_{2},\ldots a_{n})={\frac {n}{{\frac {1}{a_{1}}}+{\frac {1}{a_{2}}}+\cdots +{\frac {1}{a_{n}}}}}={\frac {n}{\sum _{i=1}^{n}{\frac {1}{a_{i}}}}},\qquad a_{i}>0{\text{ za vse }}i\!\,.}
Harmonična sredina je hkrati tudi obratna vrednost aritmetične sredine obratnih vrednosti.
Harmonična vrsta je vrsta, kjer je vsak njen člen za prvim harmonična sredina sosednjih dveh členov, predhodnega in naslednjega. 

## Povezava z drugimi sredinami
Harmonična sredina je ena od treh pitagorejskih sredin. Za vse množice podatkov, ki vsebujejo vsaj en par neenakih vrednosti, je harmonična sredina vedno najmanjša od njih, aritmetična sredina največja, geometrična sredina pa vmes. Če so vse vrednosti v neprazni množici podatkov enake, so sredine vedno enake med seboj. Harmonična, geometrična in aritmetična sredina množice {2, 2, 2} so na primer vse enake 2.
Harmonična sredina je posebni primer M−1 potenčne sredine.
Ker harmonična sredina številskega seznama teži močno proti najmanjšim elementom seznama, teži (v primerjavi z aritmetično sredino) v smislu da ublaži vpliv velikih vrednosti in oteži vpliv majhnih.
Velikokrat se namesto harmonične napačno rabi aritmetična sredina.

## Zgledi
{\displaystyle H\left(1,{\frac {\pi }{2-\pi }}\right)=\pi =3,141\,592\,654\,\dots }
{\displaystyle H(e,\pi )=2,914\,647\,474\,\dots }
{\displaystyle H({\sqrt {2}},{\sqrt {3}})=1,557\,078\,144\,\dots }
{\displaystyle H(1,2)={\frac {4}{3}}=1,{\overline {3}}}
{\displaystyle H(1,{\sqrt {2}})=1,171\,572\,875\,253\,81\,\dots }
{\displaystyle H(\ln 2,\ln 3)=0,850\,002\,495\,\dots }
{\displaystyle H(1,\ln 2)=0,818\,767\,781\,700\,717\,\dots }
{\displaystyle H(\ln 2,\gamma )=0,629\,891\,549\,\dots }
{\displaystyle H\left(1,2,{\frac {\pi }{3(1-{\frac {\pi }{2}})}}\right)=\pi }
{\displaystyle H(1,2,3)={\frac {18}{11}}=1,{\overline {63}}}
{\displaystyle H(1,2,3,\cdots ,7,8,9)={\frac {68040}{21387}}=3,181\,371\,861\,\dots }